# Водозбірний басейн Великих озер

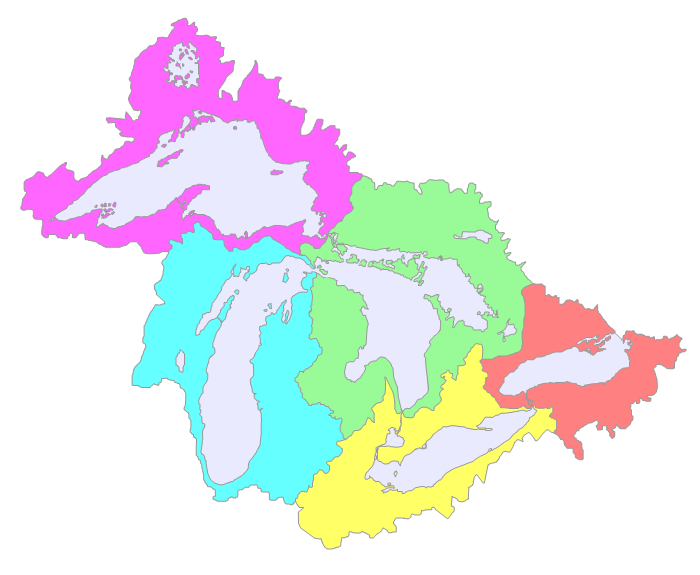
Карта басейну Великих озер із п'ятьма суббасейнами всередині. Зліва направо вони: Superior (пурпурний); Мічиган (блакитний); Гурон (блідо-зелений); Ері (жовтий); Онтаріо (світло-кораловий).

Басейн Великих озер складається з Великих озер і прилеглих територій штатів Іллінойс, Індіана, Мічиган, Міннесота, Нью-Йорк, Огайо, Пенсильванія та Вісконсин у США, а також провінції Онтаріо в Канаді, прямий стік з поверхні яких і вододіли утворюють великий дренажний басейн, який живить озера. Зазвичай вважається, що він також включає невелику територію навколо та за межами острова Вулф, Онтаріо, на схід від озера Онтаріо, вода з якої безпосередньо стікає не у Великі озера, а в річку Святого Лаврентія.
Басейн розташований в центрі регіону Великих озер.

## Демографія
У басейні проживає 37 мільйонів мешканців. Тут розміщено сім із 20 найбільших переписних районів Канади, а саме Торонто, Гамільтон, Кітченер – Кембридж – Ватерлоо, Лондон, Сент-Кетерінс – Ніагара, Віндзор та Ошава. Крім того, в басейні розміщені американські міста Дулут, Мілвокі, Чикаґо, Ґері, Детройт, Толідо, Клівленд, Ері, Баффало, Рочестер і Сірак'юз.

## Суббасейни
Кожне окреме озеро утворює суббасейн, такий як басейн озера Ері, і кожен суббасейн складається з кількох вододілів, таких як вододіл озера Ері Пенсільванії. Загальний басейн Великих озер контролюється двонаціональною Комісією Великих озер.

## Басейн річки Св. Лаврентія
Квебек, з частини площі якого вода впадає в басейн річки Св. Лаврентія, є учасником Хартії Великих озер 1985 року, Додатку до Хартії 2001 року та Угод 2005 року. Хоча Квебек не є частиною басейну Великих озер, розташування Квебеку вздовж морського шляху Святого Лаврентія робить його партнером в управлінні водними ресурсами з Онтаріо та вісьмома згаданими вище штатами США.

## Атомні електростанції
У басейні Великих озер є багато атомних електростанцій, у тому числі двадцять на канадській стороні. Міжнародна змішана комісія має звіт щодо атомних електростанцій. Nuclear Report 2019

## Зовнішні посилання
- Комісія Великих озер
- Гідрографічні райони Квебеку